# Unione Calcio Sampdoria 1982-1983
Questa voce raccoglie le informazioni riguardanti l'Unione Calcio Sampdoria nelle competizioni ufficiali della stagione 1982-1983.

## Stagione
Il ritorno in Serie A della Sampdoria (dopo 5 anni di permanenza nel torneo cadetto) è preceduto da un'estate vissuta all'insegna di un entusiasmo contagioso. Il Presidente Paolo Mantovani allestisce, durante il calcio mercato estivo, una formazione che fa sognare l'intera tifoseria blucerchiata. La rosa della squadra, già composta da ottimi giocatori, viene integrata da acquisti di primissimo piano. Dalla Juventus arriva Liam Brady, talento irlandese già vincitore, ai tempi in cui militava nell'Arsenal, del premio di miglior giocatore della First Division inglese. Dalla Roma arrivano in prestito Maggiora (solido centrocampista con esperienza consolidata in serie A) e il giovane stopper Dario Bonetti. I 2 compensano la partenza (sempre in prestito ed in senso inverso) di Pietro Vierchowod che andrà a rinforzare la rosa giallorossa. Dalla Fiorentina giunge, a dare sostanza al centrocampo, Francesco Casagrande mediano bravo anche in fase realizzativa. È in attacco, però, che arrivano i colpi più fragorosi. Dal Bologna viene prelevato (per circa 4 miliardi di lire compresivi di contropartite tecniche) il non ancora diciottenne Roberto Mancini, talento luminosissimo messosi in luce nell'anno precedente siglando 9 reti con la maglia dei "felsinei". L'ultimo giorno di mercato, poi, viene prelevato dal Manchester City Trevor Francis, centravanti titolare della nazionale inglese e protagonista assoluto delle 2 Coppe dei Campioni vinte dal Nottingham Forest. I tifosi staccano oltre 12 mila abbonamenti, cifra record (fino a quel momento) per la città di Genova. L'inizio del campionato tiene fede alle premesse. Nella prima giornata (di fronte a 52 mila spettatori) la Juventus stellare formata da 6 campioni del mondo di Spagna '82 con l'aggiunta di Platini e Boniek, viene battuta per 1 a 0 grazie ad un gol del capitano Mauro Ferroni. A questa vittoria seguono quelle a San Siro con l'Inter e in casa con la Roma. In quest'ultima partita, però, Trevor Francis riporta un grave strappo muscolare che lo costringerà a saltare una quindicina di partite. Questo infortunio, insieme alle ripetute noie muscolari di Mancini, frenano parzialmente la corsa dei blucerchiati che ottengono, comunque, un ottimo 7º posto in campionato sfiorando l'accesso alla Coppa Uefa. In Coppa Italia invece il cammino si interrompe subito al primo turno (fatali i pareggi iniziali con Triestina e Varese e soprattutto la sconfitta con la Pistoiese all'ultima giornata del girone).

## Divise e sponsor

Una formazione doriana della stagione con la classica divisa blucerchiata, la prima nella storia del club recante uno sponsor ufficiale.

Lo sponsor tecnico per la stagione 1982-1983 fu Ennerre, mentre lo sponsor ufficiale fu Phonola.
| Casa | Trasferta |

## Organigramma societario
Area direttiva
- Presidente: Paolo Mantovani
- Segretario: Mario Rebuffa

Area sanitaria
- Medico sociale: Andrea Chiapuzzo
- Massaggiatore: Guido Ribolzi

Area tecnica
- Direttore sportivo: Paolo Borea
- Allenatore: Renzo Ulivieri
- Allenatore in seconda: Giampaolo Piaceri
- Allenatore Primavera: Marcello Lippi

## Rosa
| N. |                   | Ruolo | Calciatore        |
| -- | ----------------- | ----- | ----------------- |
|    | Italia (bandiera) | P     | Guido Bistazzoni  |
|    | Italia (bandiera) | P     | Paolo Conti       |
|    | Italia (bandiera) | P     | Mauro Rosin       |
|    | Italia (bandiera) | D     | Dario Bonetti (I) |
|    | Italia (bandiera) | D     | Luca Brunetti     |
|    | Italia (bandiera) | D     | Mauro Ferroni (I) |
|    | Italia (bandiera) | D     | Giovanni Guerrini |
|    | Italia (bandiera) | D     | Luca Pellegrini   |
|    | Italia (bandiera) | D     | Alessandro Renica |
|    | Italia (bandiera) | D     | Salvatore Vullo   |

| N. |                        | Ruolo | Calciatore           |
| -- | ---------------------- | ----- | -------------------- |
|    | Italia (bandiera)      | C     | Gian Franco Bellotto |
|    | Irlanda (bandiera)     | C     | Liam Brady           |
|    | Italia (bandiera)      | C     | Francesco Casagrande |
|    | Italia (bandiera)      | C     | Alviero Chiorri      |
|    | Italia (bandiera)      | C     | Domenico Maggiora    |
|    | Italia (bandiera)      | C     | Paolo Rosi           |
|    | Italia (bandiera)      | C     | Alessandro Scanziani |
|    | Inghilterra (bandiera) | A     | Trevor Francis       |
|    | Italia (bandiera)      | A     | Nicola Zanone        |
|    | Italia (bandiera)      | A     | Roberto Mancini      |

## Calciomercato

### Sessione estiva
| Acquisti | Acquisti             | Acquisti        | Acquisti                 |
| R.       | Nome                 | da              | Modalità                 |
| -------- | -------------------- | --------------- | ------------------------ |
| D        | Dario Bonetti        | Roma            | prestito                 |
| D        | Alessandro Renica    | L.R. Vicenza    | definitivo               |
| C        | Liam Brady           | Juventus        | definitivo (1,8 mld £)   |
| C        | Francesco Casagrande | Fiorentina      | comproprietà (380 mln £) |
| C        | Domenico Maggiora    | Roma            | definitivo               |
| A        | Alviero Chiorri      | Bologna         | fine prestito            |
| A        | Trevor Francis       | Manchester City | definitivo (1,7 mld £)   |
| A        | Roberto Mancini      | Bologna         | definitivo (4 mld £)     |

| Cessioni | Cessioni           | Cessioni   | Cessioni      |
| R.       | Nome               | a          | Modalità      |
| -------- | ------------------ | ---------- | ------------- |
| D        | Giancarlo Galdiolo | Bologna    | prestito      |
| D        | Antonio Logozzo    | Bologna    | definitivo    |
| D        | Pietro Vierchowod  | Roma       | prestito      |
| C        | Stefano Brondi     | Bologna    | comproprietà  |
| C        | Marco Calonaci     | Empoli     | definitivo    |
| C        | Antonio Magliocca  | Cavese     | definitivo    |
| C        | Andrea Manzo       | Fiorentina | fine prestito |
| C        | Giorgio Roselli    | Bologna    | definitivo    |
| C        | Patrizio Sala      | Torino     | fine prestito |
| A        | Ezio Sella         | Bologna    | definitivo    |

### Sessione autunnale
| Acquisti | Acquisti           | Acquisti | Acquisti      |
| R.       | Nome               | da       | Modalità      |
| -------- | ------------------ | -------- | ------------- |
| D        | Giancarlo Galdiolo | Bologna  | fine prestito |

| Cessioni | Cessioni            | Cessioni  | Cessioni   |
| R.       | Nome                | a         | Modalità   |
| -------- | ------------------- | --------- | ---------- |
| A        | Salvatore Garritano | Pistoiese | definitivo |

## Risultati

### Serie A

#### Girone di andata
| Arbitro: | Mattei (Macerata) |

|                |           |  |
| M. Ferroni 67’ | Marcatori |  |

| Arbitro: | Lo Bello (Siracusa) |

|            |           |                         |
| Müller 34’ | Marcatori | 11’ Francis 56’ Mancini |

| Arbitro: | Barbaresco (Cormons) |

|             |           |  |
| Mancini 34’ | Marcatori |  |

| Arbitro: | Benedetti (Roma) |

|                               |           |                                  |
| Todesco 1’ Berggreen 32’, 80’ | Marcatori | 73’ Scanziani 90’ (rig.) Mancini |

| Arbitro: | Angelelli (Terni) |

|                                               |           |                 |
| Scanziani 10’ Casagrande 40’, 68’ Chiorri 77’ | Marcatori | 4’, 55’ Mariani |

| Arbitro: | Menicucci (Firenze) |

|                        |           |  |
| Selvaggi 19’, 45’, 50’ | Marcatori |  |

| Arbitro: | Paparesta (Bari) |

|                                |           |  |
| De Vecchi 34’ (rig.) Greco 65’ | Marcatori |  |

| Genova 31 ottobre 1982 8ª giornata | Sampdoria        | 0 – 0 | Cesena | Stadio Luigi Ferraris (27.636 spett.)\| Arbitro: \| Lanese (Messina) \| |
| Arbitro:                           | Lanese (Messina) |       |        |                                                                         |

| Arbitro: | Bergamo (Livorno) |

|  |           |               |
|  | Marcatori | 56’ Scanziani |

| Genova 21 novembre 1982 10ª giornata | Sampdoria            | 0 – 0 | Avellino | Stadio Luigi Ferraris (32.061 spett.)\| Arbitro: \| Barbaresco (Cormons) \| |
| Arbitro:                             | Barbaresco (Cormons) |       |          |                                                                             |

| Arbitro: | Agnolin (Bassano del Grappa) |

|             |           |            |
| Fiorini 80’ | Marcatori | 9’ Mancini |

| Arbitro: | Menegali (Roma) |

|               |           |                                 |
| Scanziani 75’ | Marcatori | 12’ Pulici 62’ Mauro 78’ Causio |

| Arbitro: | Bianciardi (Siena) |

|               |           |  |
| Quagliozzi 5’ | Marcatori |  |

| Genova 2 gennaio 1983 14ª giornata | Sampdoria        | 0 – 0 | Fiorentina | Stadio Luigi Ferraris (31.949 spett.)\| Arbitro: \| D'Elia (Salerno) \| |
| Arbitro:                           | D'Elia (Salerno) |       |            |                                                                         |

| Arbitro: | Mattei (Macerata) |

|          |           |            |
| Penzo 1’ | Marcatori | 62’ Renica |

#### Girone di ritorno
| Arbitro: | Bergamo (Livorno) |

|             |           |               |
| Bettega 85’ | Marcatori | 86’ Scanziani |

| Genova 23 gennaio 1983 17ª giornata | Sampdoria            | 0 – 0 | Inter | Stadio Luigi Ferraris (43.790 spett.)\| Arbitro: \| Barbaresco (Cormons) \| |
| Arbitro:                            | Barbaresco (Cormons) |       |       |                                                                             |

| Arbitro: | Redini (Pisa) |

|           |           |  |
| Iorio 36’ | Marcatori |  |

| Arbitro: | Vitali (Bologna) |

|           |           |  |
| Brady 10’ | Marcatori |  |

| Arbitro: | Falzier (Treviso) |

|            |           |               |
| Ermini 33’ | Marcatori | 28’ Scanziani |

| Genova 27 febbraio 1983 21ª giornata | Sampdoria           | 0 – 0 | Torino | Stadio Luigi Ferraris (36.288 spett.)\| Arbitro: \| Menicucci (Firenze) \| |
| Arbitro:                             | Menicucci (Firenze) |       |        |                                                                            |

| Arbitro: | D'Elia (Salerno) |

|                  |           |             |
| Brady 38’ (rig.) | Marcatori | 79’ Carotti |

| Arbitro: | Barbaresco (Cormons) |

|  |           |                           |
|  | Marcatori | 15’ Francis 48’ Scanziani |

| Arbitro: | Menegali (Roma) |

|             |           |               |
| Francis 25’ | Marcatori | 79’ Dal Fiume |

| Avellino 27 marzo 1983 25ª giornata | Avellino         | 0 – 0 | Sampdoria | Stadio Partenio\| Arbitro: \| Benedetti (Roma) \| |
| Arbitro:                            | Benedetti (Roma) |       |           |                                                   |

| Arbitro: | Menicucci (Firenze) |

|                             |           |                   |
| Renica 30’ Viola 76’ (aut.) | Marcatori | 41’, 79’ Briaschi |

| Arbitro: | Pezzella (Frattamaggiore) |

|  |           |                                    |
|  | Marcatori | 17’, 59’, 89’ Francis 86’ Maggiora |

| Arbitro: | Altobelli (Roma) |

|               |           |             |
| Scanziani 12’ | Marcatori | 50’ Pileggi |

| Arbitro: | Lombardo (Marsala) |

|                                              |           |                      |
| Miani 19’ M. Ferroni 22’ (aut.) Graziani 78’ | Marcatori | 8’ (aut.) A. Ferroni |

| Arbitro: | Magni (Bergamo) |

|                            |           |                       |
| Casagrande 52’ Francis 59’ | Marcatori | 60’, 86’ (rig.) Penzo |

### Coppa Italia

#### Secondo girone
| Arbitro: | Altobelli (Roma) |

|             |           |               |
| Ascagni 11’ | Marcatori | 30’ Scanziani |

| Genova 22 agosto 1982 2ª giornata | Sampdoria     | 0 – 0 | Varese | Stadio Luigi Ferraris\| Arbitro: \| Longhi (Roma) \| |
| Arbitro:                          | Longhi (Roma) |       |        |                                                      |

| Arbitro: | Menicucci (Firenze) |

|                         |           |                     |
| Nicolini 21’ Muraro 62’ | Marcatori | 17’ (aut.) Anzivino |

| Arbitro: | Lanese (Messina) |

|                                                     |           |  |
| Scanziani 9’ Casagrande 26’ Francis 44’ Mancini 63’ | Marcatori |  |

| Arbitro: | Barbaresco (Cormons) |

|                                 |           |  |
| Vincenzi 8’ Parlanti 16’ (rig.) | Marcatori |  |

## Statistiche

### Statistiche di squadra
| Competizione | Punti | In casa | In casa | In casa | In casa | In casa | In casa | In trasferta | In trasferta | In trasferta | In trasferta | In trasferta | In trasferta | Totale | Totale | Totale | Totale | Totale | Totale | DR |
| Competizione | Punti | G       | V       | N       | P       | Gf      | Gs      | G            | V            | N            | P            | Gf           | Gs           | G      | V      | N      | P      | Gf     | Gs     | DR |
| ------------ | ----- | ------- | ------- | ------- | ------- | ------- | ------- | ------------ | ------------ | ------------ | ------------ | ------------ | ------------ | ------ | ------ | ------ | ------ | ------ | ------ | -- |
| Serie A      | 31    | 15      | 4       | 10      | 1       | 15      | 12      | 15           | 4            | 5            | 6            | 16           | 18           | 30     | 8      | 15     | 7      | 31     | 30     | +1 |
| Coppa Italia |       | 2       | 1       | 1       | 0       | 4       | 0       | 3            | 0            | 1            | 2            | 2            | 5            | 5      | 1      | 2      | 2      | 6      | 5      | +1 |
| Totale       | -     | 17      | 5       | 11      | 1       | 19      | 12      | 18           | 4            | 6            | 8            | 18           | 23           | 35     | 9      | 17     | 9      | 37     | 35     | +2 |

### Statistiche dei giocatori
| Giocatore      | Serie A  | Serie A | Serie A     | Serie A    | Coppa Italia | Coppa Italia | Coppa Italia | Coppa Italia | Totale   | Totale | Totale      | Totale     |
| Giocatore      | Presenze | Reti    | Ammonizioni | Espulsioni | Presenze     | Reti         | Ammonizioni  | Espulsioni   | Presenze | Reti   | Ammonizioni | Espulsioni |
| -------------- | -------- | ------- | ----------- | ---------- | ------------ | ------------ | ------------ | ------------ | -------- | ------ | ----------- | ---------- |
| G. Bellotto    | 26       | 0       | ?           | ?          | 2            | 0            | ?            | ?            | 28       | 0      | ?           | ?          |
| G. Bistazzoni  | 12       | -14     | ?           | ?          | 5            | -5           | ?            | ?            | 17       | -19    | ?           | ?          |
| D. Bonetti (I) | 27       | 0       | ?           | ?          | 4            | 0            | ?            | ?            | 31       | 0      | ?           | ?          |
| L. Brady       | 29       | 2       | ?           | ?          | 5            | 0            | ?            | ?            | 34       | 2      | ?           | ?          |
| L. Brunetti    | 1        | 0       | ?           | ?          | -            | -            | -            | -            | 1        | 0      | 0+          | 0+         |
| F. Casagrande  | 28       | 3       | ?           | ?          | 4            | 1            | ?            | ?            | 32       | 4      | ?           | ?          |
| A. Chiorri     | 24       | 1       | ?           | ?          | 5            | 0            | ?            | ?            | 29       | 1      | ?           | ?          |
| P. Conti       | 16       | -12     | ?           | ?          | -            | -            | -            | -            | 16       | -12    | 0+          | 0+         |
| M. Ferroni (I) | 25       | 1       | ?           | ?          | 5            | 0            | ?            | ?            | 30       | 1      | ?           | ?          |
| T. Francis     | 14       | 7       | ?           | ?          | 5            | 1            | ?            | ?            | 19       | 8      | ?           | ?          |
| G. Guerrini    | 27       | 0       | ?           | ?          | 4            | 0            | ?            | ?            | 31       | 0      | ?           | ?          |
| D. Maggiora    | 21       | 1       | ?           | ?          | 1            | 0            | ?            | ?            | 22       | 1      | ?           | ?          |
| R. Mancini     | 22       | 4       | ?           | ?          | 5            | 1            | ?            | ?            | 27       | 5      | ?           | ?          |
| L. Pellegrini  | 27       | 0       | ?           | ?          | 2            | 0            | ?            | ?            | 29       | 0      | ?           | ?          |
| A. Renica      | 12       | 2       | ?           | ?          | 1            | 0            | ?            | ?            | 13       | 2      | ?           | ?          |
| P. Rosi        | 9        | 0       | ?           | ?          | 5            | 0            | ?            | ?            | 14       | 0      | ?           | ?          |
| M. Rosin       | 2        | -4      | ?           | ?          | -            | -            | -            | -            | 2        | -4     | 0+          | 0+         |
| A. Scanziani   | 30       | 8       | ?           | ?          | 5            | 2            | ?            | ?            | 35       | 10     | ?           | ?          |
| S. Vullo       | 10       | 0       | ?           | ?          | 5            | 0            | ?            | ?            | 15       | 0      | ?           | ?          |
| N. Zanone      | 14       | 0       | ?           | ?          | -            | -            | -            | -            | 14       | 0      | 0+          | 0+         |